# 전국 독립 방송 협의회
전국 독립 방송 협의회(全国独立放送協議会 젠코쿠토쿠리쓰호소쿄기카이[*], JAITS)는 일본에서 지상파 텔레비전 방송을 실시하고 있는 방송국 가운데 방송 네트워크'에 속하지 않는 방송국으로 구성된 단체이다.
이 단체의 방송국들은 UHF를 이용하여 방송하고 있어서 흔히 '독립 UHF 방송국'이라고 불린다.

## 개요
- 보통 「독립 UHF국」 「독립 U국」 「지방 U국」이라고도 불리지만 「UHF국」 「UHF계」 「U국」이라고 불리는 경우도 있는데 이는 간토광역권·주쿄광역권·긴키광역권의 중심 방송국· 준중심 방송국이 일부(주쿄 TV 방송·TV 아이치·TV 오사카)를 제외하면 VHF방송국이기 때문이다.[1]

- 2010년 7월 기준 13개 방송국이 속해 있으며 네트워크에 속하지 않거나 또는 속할 수 없는 방송국[2]이 가맹해있다.

- 안정적인 수입원이 많지 않아 일부 방송국을 제외하면 경영상태는 좋지 않으나 중심방송국에서 잘 다루지 않는 지역정보를 많이 방송하고 있으며 편성의 경우 네트워크에 속해있는 방송사에 비해 자유로우며 네트워크에 속해 있지 않기 때문에 뉴스용 영상 등을 여러 방송국에 팔 수 도 있다.[3]

- 이론상으로는 3개 광역권 16도부현에 개국할 수 있지만 실제로는 이바라키현[4]·아이치현·오사카부의 3부현에는 개국하지 않았다.[5]

- 또한 광역지역 이외의 방송지구에서 독립 UHF방송국을 개국하는 것은 법적으로 하자가 없으나 실현된 적은 한번도 없으며 주파수 할당도 이루어진 적이 없다.

- 지상 디지털 방송 가상채널번호가 「3」인 방송국이 많다(TV 가나가와·지바 TV·TV 사이타마·군마 TV·도치기 TV·선 TV·비와코 방송).그 밖에 「5」가 교토 방송·TV 와카야마, 「7」이 미에 TV 방송, 「8」이 기후 방송, 「9」가 TOKYO MX·나라 TV 방송에 할당되었다.

- 방송국끼리 프로그램을 교환해 가며 방송하는 일이 많으며 최근에는 간토·도카이·간사이의 일부 방송국 사이에 공동 제작 기구를 결성해, 제휴를 강화하게 되었다.

- 하계, 동계 올림픽나 FIFA 월드컵 기간에는 스포츠를 중계하지 않는다.

## 현재 가맹방송국
- 기호설명
  - ★ - 라디오 방송국 겸영
  - ◆ - 토우메이한넷6 가맹국
  - ■ - 지역 뉴스 동영상 전달 실시국
  - ◇ - TXN과 네트워크 관계가 있는 가맹국

| 소재지역   | 방송국명     | 약칭 | 기호         |
| ---------- | ------------ | ---- | ------------ |
| 도치기현   | 도치기 TV    | GYT  | ■(하루 종일) |
| 군마현     | 군마 TV      | GTV  |              |
| 사이타마현 | TV 사이타마  | TVS  | ◆■(평일만)   |
| 지바현     | 지바 TV      | CTC  | ◆■(부정기)   |
| 도쿄도     | TOKYO MX     | MX   | ■(평일만)    |
| 가나가와현 | TV 가나가와  | tvk  | ◆            |
| 기후현     | 기후 방송    | GBS  | ★◇           |
| 미에현     | 미에 TV 방송 | MTV  | ◆◇           |
| 시가현     | 비와코 방송  | BBC  | ◇            |
| 교토부     | 교토 방송    | KBS  | ★◆           |
| 효고현     | SUN 텔레비전 | SUN  | ◆            |
| 나라현     | 나라 TV 방송 | TVN  | ◇            |
| 와카야마현 | TV 와카야마  | WTV  | ◇            |

## 프로그램 편성 특징
- 편성의 자유가 중심방송국을 제외한 다른 방송국들보다 높다.
- 홈쇼핑 프로그램을 많이 방송하고 있다. 다른 민방이 심야나 이른 아침에 방송하는데 비해 독립 UHF TV 방송국은 낮에도 방송하고 있는 경우가 많은데 이는 프로그램 숫자와 지상파 디지털 방송 이행에 따른 비용을 보충하기 위한 것으로 추정된다.
- UHF방송국이 제작을 주도한 애니메이션을 많이 방송하고 있으며 주로 TV 가나가와, TV 사이타마, 지바 TV 등 3개 방송국이 주도한 애니메이션을 많이 방송하고 있다.[6]
- 자사 제작 능력이 높다. 특히 TV 가나가와는 자사 제작율이 약 45%, TV 사이타마는 약 40%, TOKYO MX는 약 35% 정도의 제작력을 보유하고 있다.
- 네트워크 계열 방송국 프로그램 중 현지 네트워크국이 방송하지 않는 프로그램을 방송하기도 한다.

## 다른 방송사와의 관계

### TXN계열국과의 관계
- 대부분의 독립 UHF 방송국들(간토광역권 방송국 제외)이 TXN 계열국보다 먼저 개국했으며 TXN 계열국과 방송 대상 지역이 겹치지 않기 때문에, 많은 방송국[7]이 TXN 계열 프로그램을 방송하고 있다.[8]
  - 그러나 미에현의 미에 TV 방송와 교토부의 교토 방송은 방송 대상 지역 일부가 아이치현의 TV 아이치(TVA) 오사카부의 TV 오사카(TVO)와 일부 겹치고 있어서 TXN이 프로그램 판매를 적게 하고 있다.
  - 효고현의 선 TV(SUN-TV)의 경우 방송 구역이 TV오사카와 겹치지 않지만 선 TV가 오사카 부에서도 용이하게 수신이 가능해 TVO의 시청자 확보를 위해서 쇼와 천황 사망 특별 프로그램[9]이나 야구경기, 토요일 경마(교토 방송에서 제작한 프로그램도 있으나 TV 도쿄·TV 홋카이도·TV 아이치·TVQ 규슈 방송 판을 방송[10])를 제외하면 방송되지 않고 있다.[11]

- 간토 광역권의 방송국의 경우 이시바시 마사루의 자원봉사 21[12]등 다른 TXN 계열국의 프로그램을 많이 방송하며 TOKYO MX는 TV 도쿄 계열국만 방송하고 있는 TV 도쿄의 통신 판매 프로그램을 방송하고 있다.

### 다른 방송국과의 관계
간토에 있는 6개 방송국은 중심방송국에서 방송되지 않은 지역 프로그램을, 주쿄의 2개 방송국과 긴키의 5개 방송국은 지역방송국에서 방송되지 않은 중심방송국 프로그램을 구입해 방송하고 있으며 CM방영료가 싸기 때문에(오사카나 아이치의 방송국들은 방송범위가 넓기 때문에 광고료도 비싸다.) 스폰서를 모으기가 상대적으로 쉽다.
TV 아사히 계열
- 간토에 있는 방송국의 경우 아사히 방송(ABC)이나 홋카이도 TV 방송(HTB)등 ANN계열국 제작 프로그램을 방송하고 있는 예가 있다.
- 가나가와현의 TV 가나가와는 나고야 TV 방송·시즈오카 아사히 TV와 우호 협력 관계 협정을 체결하고 있다.
- 기후현의 기후 방송은 나고야 텔레비전 방송과 우호 협력 관계 협정을 체결하고 있다. 덧붙이자면 텔레비전 개국 당초에는 NET-TV나 마이니치 방송의 프로그램을 많이 편성했지만 ANN 결성에는 참가하지 않았다.
- 효고 현의 선 TV는 프로야구 중계로 아사히 방송과 제휴하고 있으며 준중심 방송국 네트워크 변경 이후 당분간 마이니치 방송·아사히 방송에서 방송되지 않은 TV 아사히 계열 프로그램 일부를 교토 방송(당시 긴키 방송)과 함께 방송하고 있었다.
- 긴키 지방의 독립 UHF 방송국 5국은 아사히 방송 제작의 전국 고교 야구 선수권 대회 중계의 릴레이 중계를 실시하고 있으며 ABC의 방송을 긴키이외의 독립 UHF방송국이 방송하기도 한다. 그리고 대부분의 독립 UHF 방송국에서 지방 대회 중계도 하고 있다.
- 아사히 방송 계열 위성 방송국 스카이 A에서는 교토 방송이나 TV 와카야마에서 제작한 프로그램이 방송되고 있다.

후지 TV 계열
- 미에 현의 미에 TV 방송은 도카이 TV와 자본 관계가 있어서 미에 TV 방송 중부 지사도 도카이 TV 본사 별관에 있는 텔레피어 내에 있다. 그리고 미에 TV의 도쿄 지사는 미에 TV의 대주주인 주니치 신문사(도쿄 신문)나 도카이 TV의 도쿄 지사가 있는 히비야 주니치 빌딩에 있으며 간사이 TV 방송 제작 프로그램을 방송하는 일도 많다.
- 교토 부의 교토 방송은 간사이 TV 방송·후지 TV가 주주 중 하나로 있는데 간사이 TV 방송은 설립 당시부터, 후지 텔레비전은 교토 방송이 경영난을 겪을 때부터 주주로 참가하고 있다.

도쿄 방송 계열
- 일본 전국 고등학교 럭비 풋볼 대회 중계에 독립 UHF 방송국(TOKYO MX제외)도 참가하고 있었지만 스미토모 그룹이 프로그램 제공을 중단한 82회 대회 이후부터 독립 UHF 방송국의 중계가 중단되어 85회 대회부터는 교토 방송만 방송하게 되었다.
- TBS에서 방송하고 있는 전일본 실업단 대항 역전 마라톤 대회는 군마현에서 개최하고 있어서 군마 TV에서도 방송되고 있다(GTV의 스탭이나 GTV 아나운서도 프로그램 스탭으로서 특별 협력하고 있다).
- TOKYO MX의 설립에는 도쿄 방송이 깊게 관여하고 있다.

니혼TV 계열
- 일본 전국 고등학교 축구 선수권 대회 중계에 독립 UHF 방송국 12국이 참가하고 있다.
- 간토 지방의 독립 방송국(TOKYO MX, 도치기 TV 제외)은 NNS에 옵서버로 참가(정식 가맹은 하고 있지 않다) 하고 있어 니혼TV 계열 콩쿨이나 이벤트 등에 대해서 간토 지방의 독립국이 각 지역 대회 개최 단체가 되는 등 협력 관계를 맺고 있다.
  - 실제로 쇼와 천황 사망 관련 특별 프로그램의 경우 TV 가나가와, TV 사이타마, 지바 TV, 군마 TV는 니혼 TV의 프로그램을 방송하였으며 이때 NNN 뉴스의 일부도 그대로 방송했다.